# تاکشی کوشیدا
تاکشی کوشیدا (به انگلیسی: Takeshi Koshida) بازیکن فوتبال اهل ژاپن و عضو تیم ملی فوتبال ژاپن است که در تاریخ ۲۲ دسامبر ۱۹۸۰ میلادی اولین بازی ملی‌اش را انجام داد. او در ۱۹ بازی ملی حضور داشت و آخرین بازی ملی خود را در تاریخ ۳ نوامبر ۱۹۸۵ میلادی انجام داد. تاکشی کوشیدا در بازی‌های ملی‌اش
گلی به ثمر نرساند.